# Frances Hodgkins

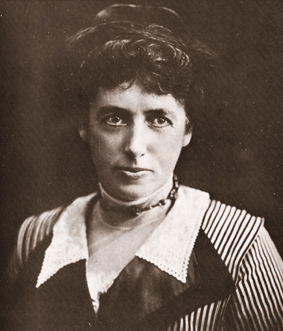
Frances Hodgins

Frances Mary Hodgkins (* 28. April 1869 in Dunedin, Neuseeland; † 13. Mai 1947 in Dorchester, Dorset, Vereinigtes Königreich) war eine neuseeländische Malerin, die den größten Teil ihres Lebens in Europa lebte und arbeitete. Sie wird als Vertreterin der englischen Avantgarde der 1930er und 1940er Jahren angesehen und gilt als eine der wichtigsten Kunstschaffenden ihrer Generation und ihres Landes.

## Leben

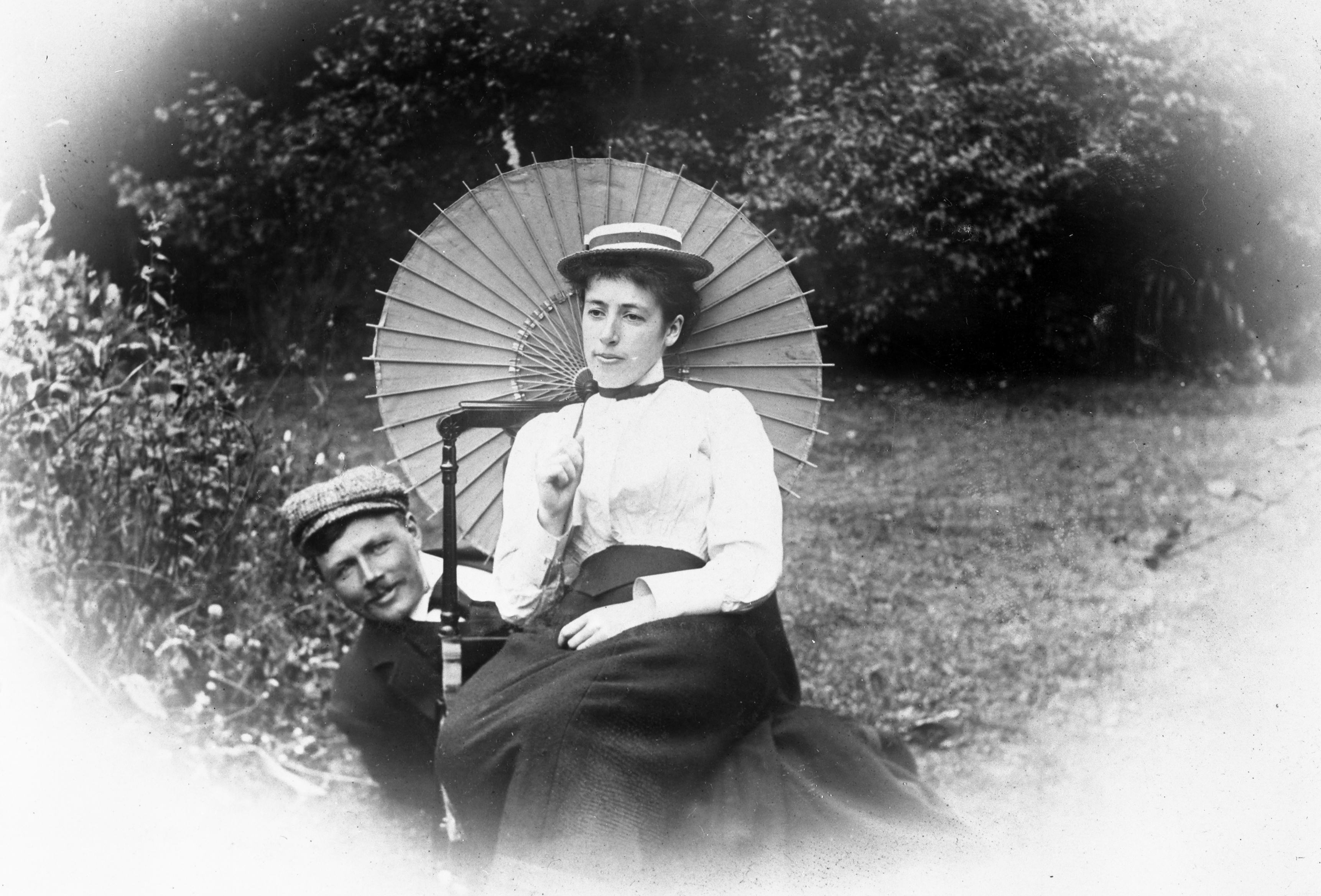
Frances Hodgkins ca. 1890

Frances Hodgkins wurde 1869 im neuseeländischen Dunedin als drittes von sieben Kindern als Tochter der Australierin Rachel Owen Parker und ihrem Mann, dem Rechtsanwalt (und Amateurmaler) William Mathew Hodgkins geboren. Dunedin war zu dieser Zeit eine aufstrebende Stadt mitten im Goldrausch – ihr Vater gründete 1875 einen örtlichen Kunstverein mit und war 1884 Mitinitiator für die Eröffnung einer Kunstgalerie. Die Töchter wuchsen also in einer kunstsinnigen Atmosphäre und zu einer Zeit auf, wo sich die Gesellschaft gegenüber Frauen in der Kunst öffnete. Die beiden Schwestern Isabell und Frances wurden an Privatschulen unterrichtet, und die ältere, Isabell, erhielt zunächst für ihr zeichnerisches Talent, das dem Vater und seine „Turner-Manier“ nacheiferte, mehr Aufmerksamkeit als Frances. Frances’ erste Arbeiten waren Kohlezeichnungen, ihre erste Ausstellungen hatte sie 1890 in Kunstvereinen in Christchurch und Dunedin. Motive dieser Zeit waren dabei viktorianisch geprägte ländliche Alltagsszenen, etwa Hühnerfütterndes Mädchen oder Porträtzeichnungen.
Unterricht erhielt sie seit 1893 von dem italienischen Maler Girolamo Pieri Nerli (1860–1926), der sie stark beeinflusste – nicht nur technisch, sondern auch in ihrer Motivwahl, es entstanden eine Reihe von Porträts von Maori-Frauen und 1895 ein Porträt einer alten Frau, das an niederländische Porträts erinnert. In dieser Zeit nahmen äußere Einflüsse weiter zu – Maler, die nach Neuseeland reisten oder sich dort niederließen und sie etwa mit dem Impressionismus bekannt machten.  
Nachdem ihre Schwester Isabell 1893 geheiratet hatte und damit ihre künstlerische Karriere stagnierte, suchte Frances Hodgkins einen eigenen Weg, um ihren Lebensunterhalt zu verdienen und absolvierte 1895 bis 1996 zunächst ein Studium an der Dunedin School of Art and Design, wodurch sie auch als Kunstlehrerin arbeiten konnte. Ab 1896 gab sie privaten Kunstunterricht, beschickte Ausstellungen mit ihren Arbeiten und fertigte Illustrationen für Zeitungen und Zeitschriften an. Dies ermöglichte ihr, genug Geld anzusparen, um ab 1901 ihre Studien in England fortzusetzen.  
In London studierte sie an der Royal Polytechnic Institution und unternahm 1902/03 mit Norman Garstin, der sie in Kontakt mit der Newlyn School brachte, Zeichenexkursionen nach Frankreich, Belgien und die Niederlande. Sie schloss Freundschaft mit der wenige Jahre älteren Malerin Dorothy Kate Richmond und bereiste mit ihr Südfrankreich und Norditalien. Die in diese Zeit entstandenen Arbeiten mündeten unter anderem in einer Galerieausstellung in London; sie beschickte jedoch weiterhin regelmäßig Ausstellungen in Neuseeland, wo die Gemäldeverkäufe zu ihrem Lebensunterhalt beitrugen. Ein erster größerer Erfolg war die Aufnahme eines ihrer Bilder – entstanden nach einem Marokko-Aufenthalt – in eine Ausstellung der Royal Academy of Arts, was sich in den Folgejahren wiederholte. 
Ende 1903 kehrte Hodgkins mit Richmond nach Neuseeland zurück und eröffnete ein kleines Studio. Eine Verlobung mit einem englischen Schriftsteller wurde nach kurzer Zeit wieder aufgelöst und sie entschied sich 1906 für eine Rückkehr nach Europa, wo sie die nächsten Jahre blieb. Sie arbeitete eng mit anderen Malerinnen zusammen und nahm den Kontakt zu Norman Garstin wieder auf. Kurze Aufenthalte in Großbritannien mündeten in ihre erste Einzelausstellung in der Paterson’s Gallery. Über ein Jahr verbrachte sie in den Niederlanden, vier Jahre in Paris, wo sich Einflüsse der Picasso-Braque-Schule, von Matisse und Bonnard auf ihre Arbeiten niederschlugen.
Hodgkins stellte in den Pariser Salons 1909 und 1910 aus und unterrichtete Aquarellmalerei an der Académie Colarossi  – als erste Frau im Kollegium. In Folge eröffnete sie ihre eigene Schule für Aquarellmalerei. Zu dieser Zeit hatte sie sich endgültig dafür entschieden, in Europa zu bleiben. Sie reiste nur noch für Ausstellungen nach Neuseeland und Australien – wo ihre Arbeiten deutlich größeren Erfolg als in ihrem Heimatland hatten und für private und öffentliche Sammlungen aufgekauft wurden. 
Die Jahre des Ersten Weltkriegs verbrachte Hodgkins in Cornwall, wo sie sich mit einer Reihe junger englischer Kunstschaffender anfreundete. In den 1920er Jahren war sie ständig unterwegs – trotz ihres Erfolges verkaufte sie relativ wenig und war sie keineswegs frei von finanziellen Sorgen: Sie wurde von der Familie unterstützt oder lebte temporär bei wohlhabenden Freundinnen oder Freunden, um dann wieder auf eigene Kosten in einfachen Unterkünften in Frankreich zu leben und zu arbeiten. 1925 nahm sie deshalb für einige Zeit eine Festanstellung als Designerin einem Textilunternehmen in Manchester an. Erst ab Anfang der 1930er Jahre wurde sie von einer Galerie vertreten. In dieser Zeit überwinterte sie regelmäßig in Spanien oder Ibiza; die Jahre gelten als eine der produktivsten ihres Lebens.
Den Zweiten Weltkrieg verbrachte sie, belastet durch ihr Alter und gesundheitliche Probleme, in Verbindung mit den kriegsbedingten Einschränkungen, in England. Dennoch stellte sie auf der 1940 auf der Biennale di Venezia aus, wo sie als Vertreterin Großbritanniens ausgewählt worden war. Ab 1942 wurde ihr eine staatliche Pension für ihre Verdienste zugesprochen („eher eine Ehrung als eine Bereicherung“). Eine große Retrospektive im Jahr 1946 in London zeigte ihr Lebenswerk. 
Ende März 1947 wurde sie in eine Psychiatrische Klinik bei Dorchester eingeliefert und starb zwei Monate später. Ihre Asche wurde nach Neuseeland zurückgebracht und im Familiengrab in Wellington beigesetzt.
1962 wurde an der University of Otago das Frances Hodgkins Fellowship zu ihren Ehren eingerichtet. Eine Briefmarkenserie mit ihren Motiven wurde 1973 vom New Zealand Post Office herausgegeben.

## Werk
Hodgkins Stil hat sich im Laufe ihrer Laufbahn von impressionistischen Aquarellen in Richtung Moderne des 20. Jahrhunderts weiterentwickelt.
Zu Beginn ihrer Karriere bis etwa 1928 blieben ihre Motive recht ähnlich – Menschen, vor allem Frauen und Kinder sowie Straßen- und Hafenszenen. Gegen Ende der 1920er wird sie introspektiver und integriert Traumszenen und imaginäre Landschaften in ihre Arbeiten.
Das früheste bekannte Ölgemälde von Hodgkins ist Loveday and Ann: two women with a basket of flowers von 1915. Im Material blieb sie jedoch überwiegend der Aquarallmalerei treu und nutzte ab den 1930ern auch Gouache, das die Vorteile beider Materialien vereint. Daneben gehören Zeichnungen zu ihrem Gesamtwerk.

In ihren Arbeiten blieb sie zeitlebens gegenständlich, ihre späten Gemälde enthalten jedoch Anteile von expressionistischer Abstraktion.

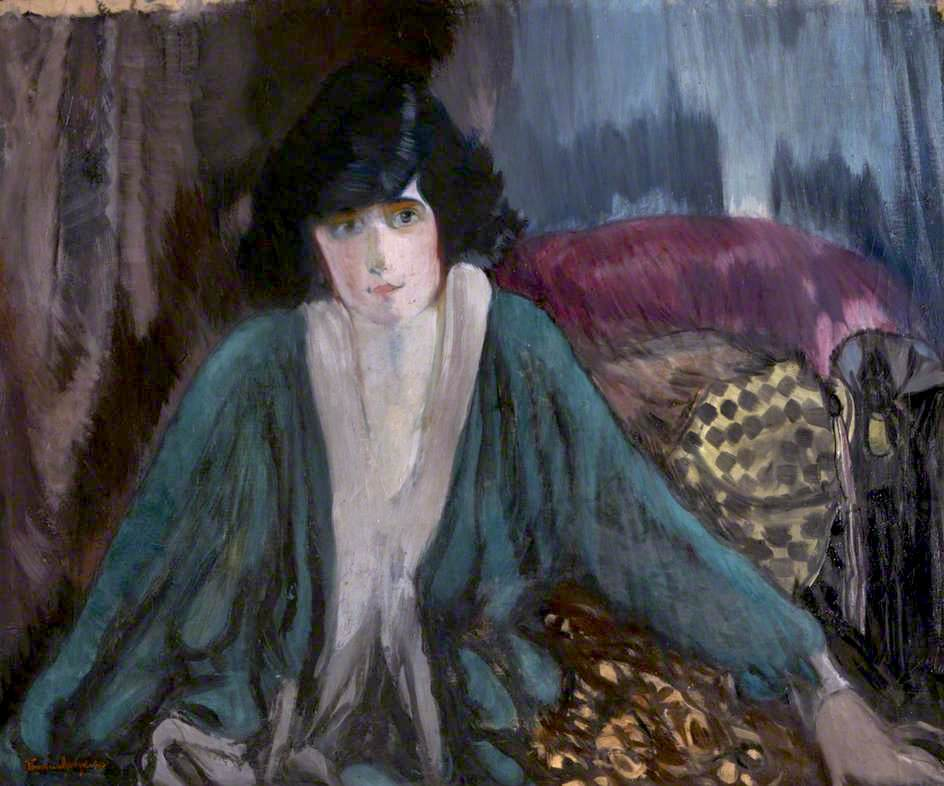
Mrs Hellyer
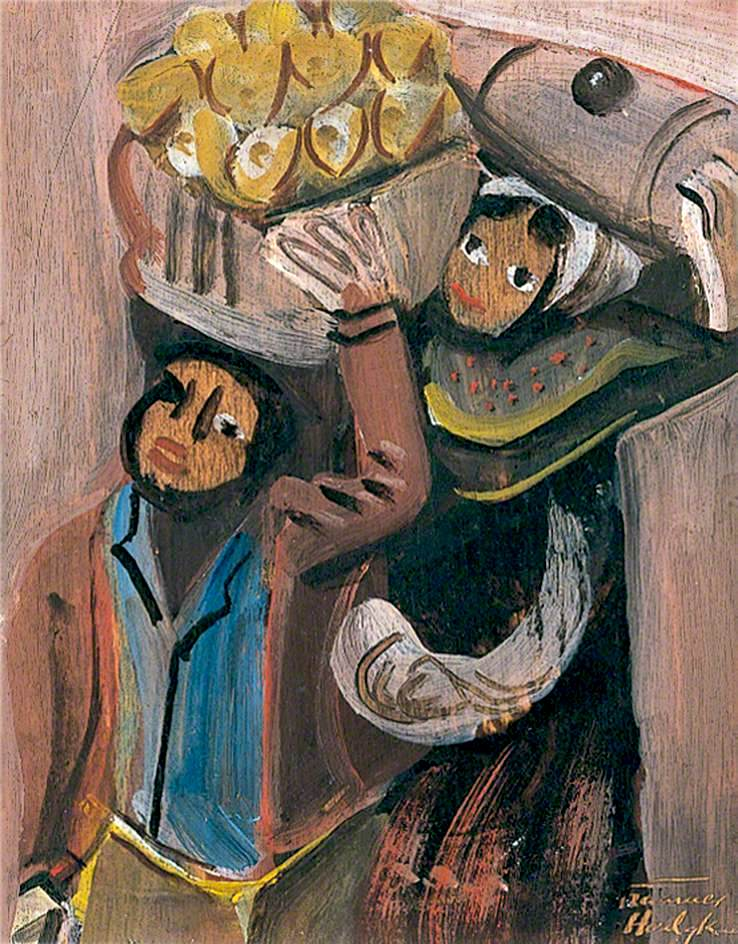
Spanish Peasants
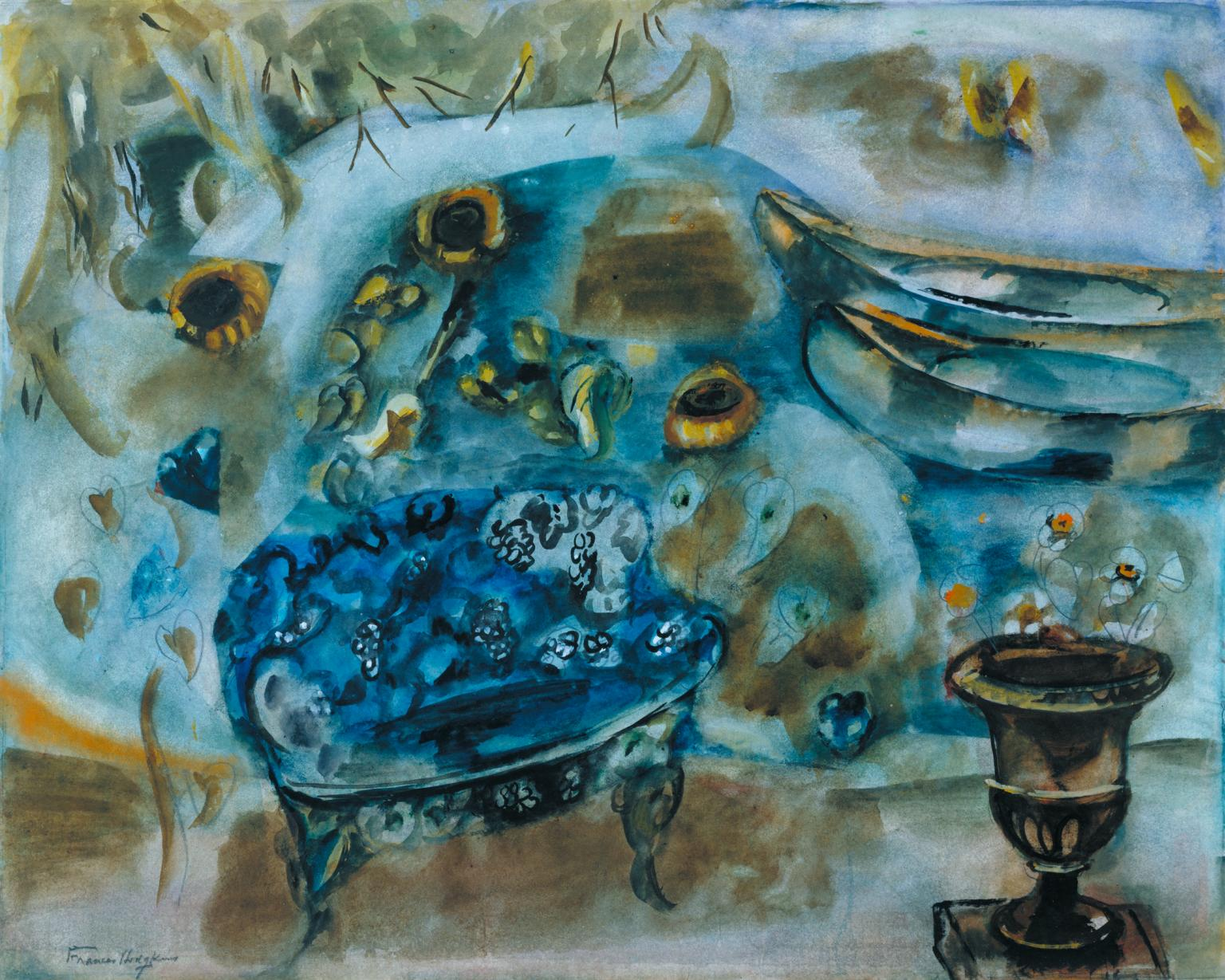
The Lake
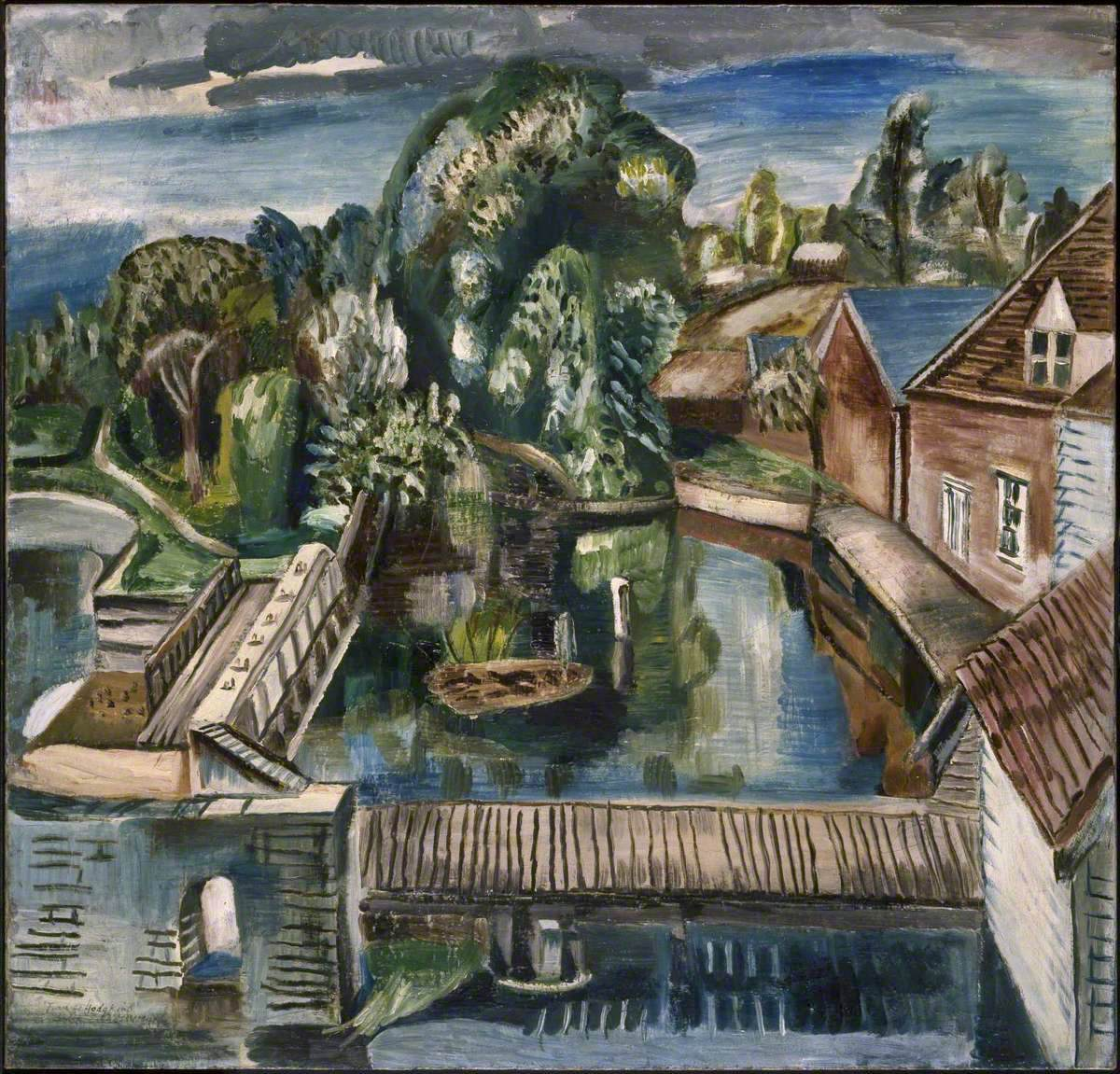
Flatford Mill
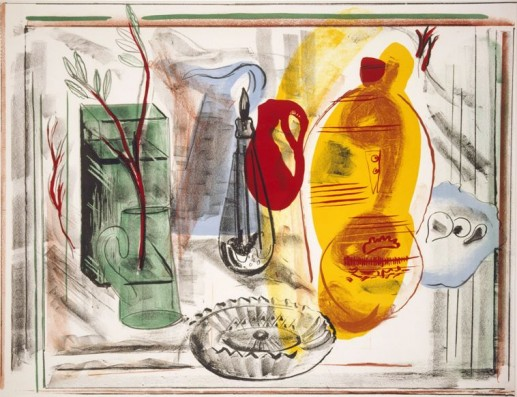
Arrangement of Jugs (1938)

## Ausstellungen (Auswahl)
- 1924: Pariser Herbstsalon
- 1939–1940: Centennial Exhibition of International and New Zealand Art, National Art Gallery, Wellington
- 1940: National Centennial Exhibition of New Zealand Art, Wellington
- 1940: Biennale, Venedig
- 1969: Frances Hodgkins centenary exhibition (Ausstellung zum 100sten Geburtstag); Queen Elizabeth II Arts Council of New Zealand

## Werke in öffentlichen Sammlungen (Auswahl)
- Tate Gallery[8]
- Auckland Art Gallery[9]
- Museum of New Zealand Te Papa Tongarewa
- British Council Collection[10]

## Auszeichnungen
- 1911: Whitney-Hoff-Preis fur Aquarellmalerei[4]